# ایکو اوتانی
ایکو اوتانی (انگلیسی: Ikue Ōtani؛ زادهٔ ۱۸ اوت ۱۹۶۵) صداپیشه، و بازیگر اهل ژاپن است.
از فیلم‌ها یا برنامه‌های تلویزیونی که وی در آن نقش داشته‌است می‌توان به کاراگاه کانن: آفتابگردانهای جهنم اشاره کرد.